# Mario Tossoni
Mario Tossoni (Buenos Aires, Argentina, 13 de marzo de 1918) fue un futbolista argentino que se desempeñaba como centrocampista. Surgió de Boca Juniors, jugó en Tigre y Racing Club, entre otros. Fue internacional con la Selección Argentina.

## Biografía
Puntero derecho, chiquito y hábil. Surgido de las divisiones inferiores de Boca Juniors. Debutó en 1938 en los xeneises.
Recaló en Tigre, club en el que fue figura siendo convocado a la Selección Argentina de Fútbol que disputó la Copa América 1942.
Jugó luego en Racing Club en 1943 , debutando en forma oficial junto a Sergio Livingstone y Roberto D'Alessandro.
También paso por Chile vistiendo la camiseta de Colo Colo. Se retiró jugando para Banfield.

## Clubes
| Club         | País      | Año         |
| ------------ | --------- | ----------- |
| Boca Juniors | Argentina | 1938 - 1939 |
| Tigre        | Argentina | 1940 - 1942 |
| Colo-Colo    | Chile     | 1943        |
| Racing Club  | Argentina | 1943        |
| Banfield     | Argentina | 1944        |